# Symbolophorus rufinus
Symbolophorus rufinus és una espècie de peix de la família dels mictòfids i de l'ordre dels mictofiformes.

## Morfologia
- Els mascles poden assolir 9,4 cm de longitud total.[4][5]

## Hàbitat
És un peix marí i d'aigües profundes que viu entre 0-850 m de fondària.

## Distribució geogràfica
Es troba a l'Atlàntic, l'Índic (zones equatorials, incloent-hi l'illa de Reunió) i Papua Nova Guinea.